# Cintheaux
Cintheaux é uma comuna francesa na região administrativa da Normandia, no departamento Calvados. Estende-se por uma área de 7,48 km². Em 2010 a comuna tinha 195 habitantes (densidade: 26,1 hab./km²).